# ۷/۱۱
«۷/۱۱» تک‌آهنگی از هنرمند اهل ایالات متحده آمریکا بیانسه است.
این تک‌آهنگ در چارت‌های، در رتبه اول و در چارت‌های، جزو ده ترانه اول قرار گرفت.